# Burn (Jo Dee Messina)
Burn è il terzo album in studio della cantante statunitense Jo Dee Messina, pubblicato il 1º agosto 2000 dalla Curb Records.

## Tracce
1. Downtime – 3:43 (Phillip Coleman, Carolyn Dawn Johnson)
2. That's the Way – 3:21 (Annie Roboff, Holly Lamar)
3. Dare to Dream – 3:18 (Jane Bach, Adrienne Follesé)
4. Burn – 4:39 (Tina Arena, Steve Werfel, Pam Reswick)
5. If Not You – 4:11 (George Teren, Tom Shapiro)
6. Closer – 4:04 (Chris Lindsey, Marv Green, Aimee Mayo)
7. These Are the Days – 3:49 (Stephanie Bentley, Holly Lamar)
8. Saturday Night – 3:41 (Tim Nichols, Annie Roboff)
9. Angelene – 3:57 (Stephanie Bentley, Holly Lamar)
10. Nothing I Can Do – 4:04 (Roy Hurd, Templeton Thompson)
11. Bring On the Rain (con Tim McGraw) – 3:59 (Billy Montana, Helen Darling)

Traccia aggiunta nell'edizione per il Regno Unito
1. That's the Way (UK Radio Remix) – 3:21 (Annie Roboff, Holly Lamar)

## Classifiche
| Classifica (2000) | Posizione massima |
| ----------------- | ----------------- |
| Stati Uniti       | 19                |